# Grytviken
Grytviken es una estación ballenera abandonada ubicada en la costa noreste de la isla San Pedro o Georgia del Sur, en el extremo occidental de la caleta Capitán Vago.
Grytviken es parte del archipiélago de las Georgias del Sur, considerado por la Organización de las Naciones Unidas (ONU) como un territorio en litigio de soberanía entre el Reino Unido —que lo administra como parte de un territorio británico de ultramar— y la República Argentina, que reclama su devolución, y lo incluye en el departamento Islas del Atlántico Sur de la provincia de Tierra del Fuego, Antártida e Islas del Atlántico Sur.
Fue centro de la industria ballenera del océano Atlántico Sur durante los años 1904-1965, siendo el asentamiento más importante de las Georgias del Sur, y la única estación ballenera que funcionó sin interrupción pese a las dos Guerras Mundiales. También fue refugio de expediciones científicas a la Antártida.
Grytviken actualmente no tiene residentes permanentes. De octubre a marzo es habilitado el Museo de Georgia del Sur, cuyo personal (de 5 a 9 personas) reside en la base del British Antarctic Survey ubicada en King Edward Point o Punta Coronel Zelaya, que es considerada como parte de Grytviken y se conecta con un camino costero de un kilómetro.

## Toponimia

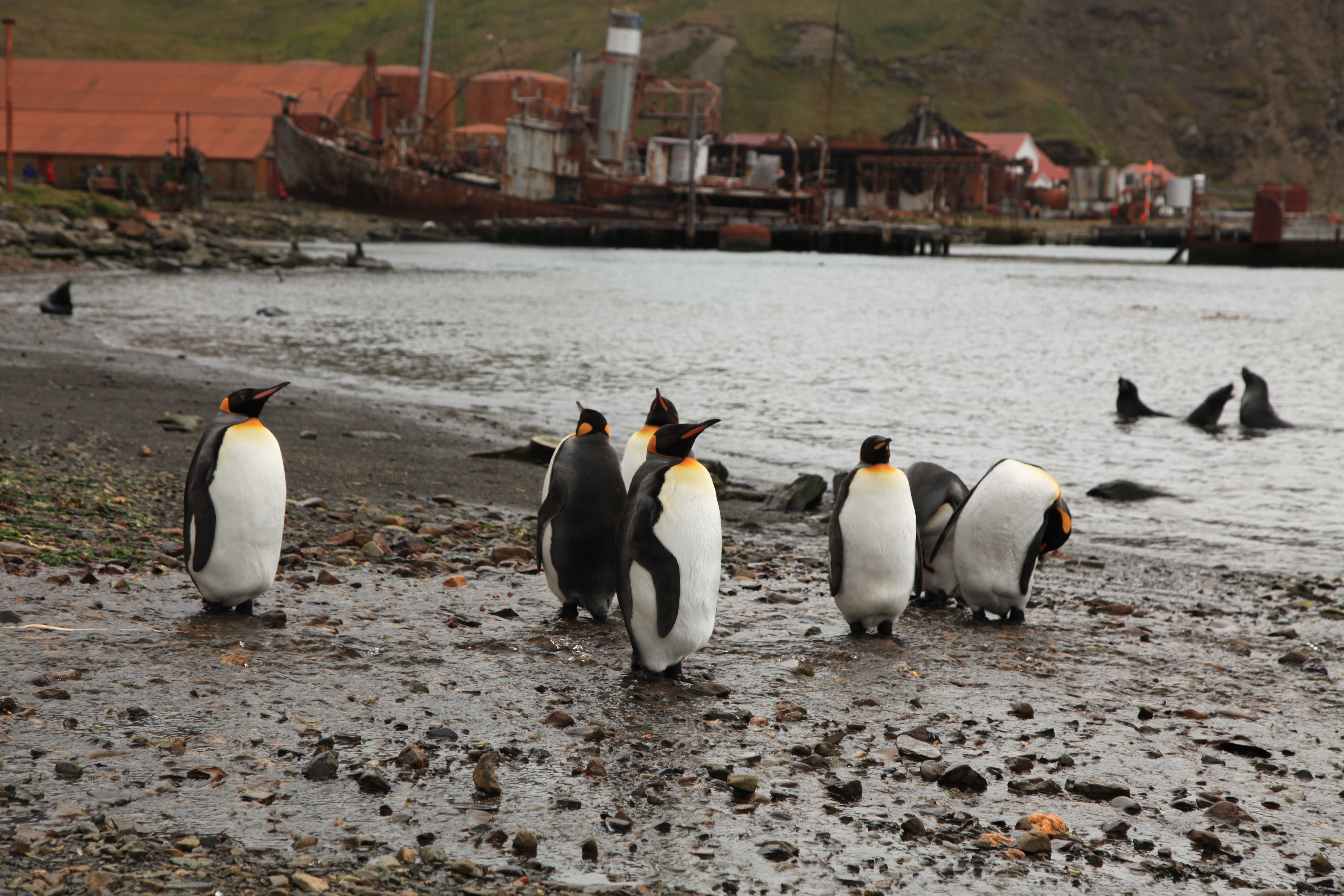
Pingüinos Rey (Aptenodytes patagonicus) en Grytviken.

Grytviken proviene del idioma sueco o idioma noruego (según las fuentes), significando «la ensenada de la olla» o bahía/puerto (viken) de los calderos o de las ollas (gryt, gryte: caldero, marmita, olla). El nombre fue dado por uno de los expedicionarios suecos y geólogo, Johan Gunnar Andersson, que viajaban en el navío Antartic en 1902 y se debió por la cantidad de ollas usadas para derretir grasa y hervir el aceite de las focas y lobos marinos usadas en expediciones anteriores y luego abandonadas allí. También el nombre hizo referencia a los buques abandonados en las mismas expediciones. Uno de ellos, y marcado con la leyenda Johnson and Sons, Wapping Dock London, se encuentra actualmente preservado en el Museo de Grytviken.
El nombre sueco originalmente se le dio a la bahía, que es denominada caleta Vago en la toponimia argentina y King Edward Cove en idioma inglés. Grytviken también ha aparecido escrito como Grythwieken.

## Historia

### Foqueros delsigloXVIIIy expedición sueca

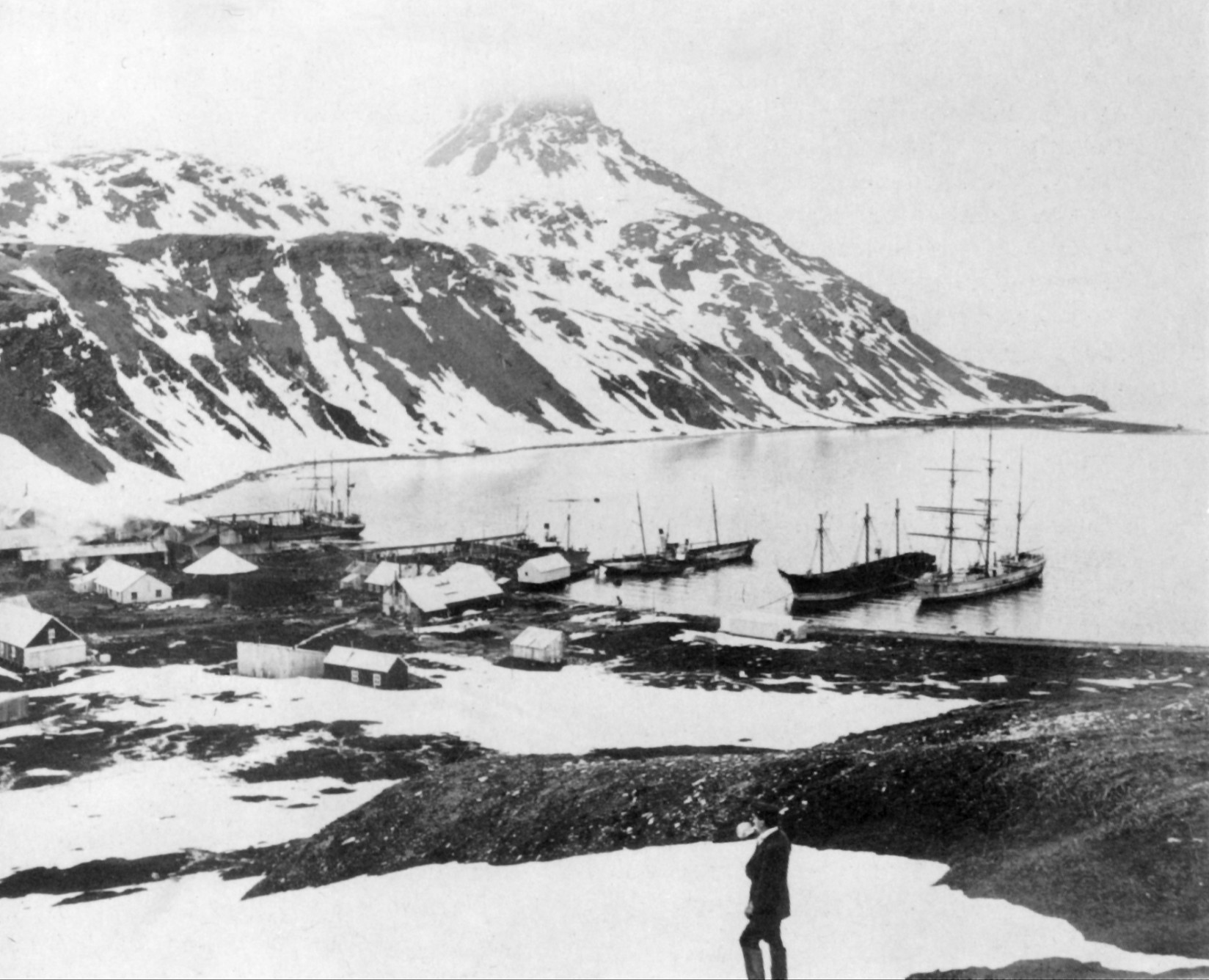
Grytviken en 1914.

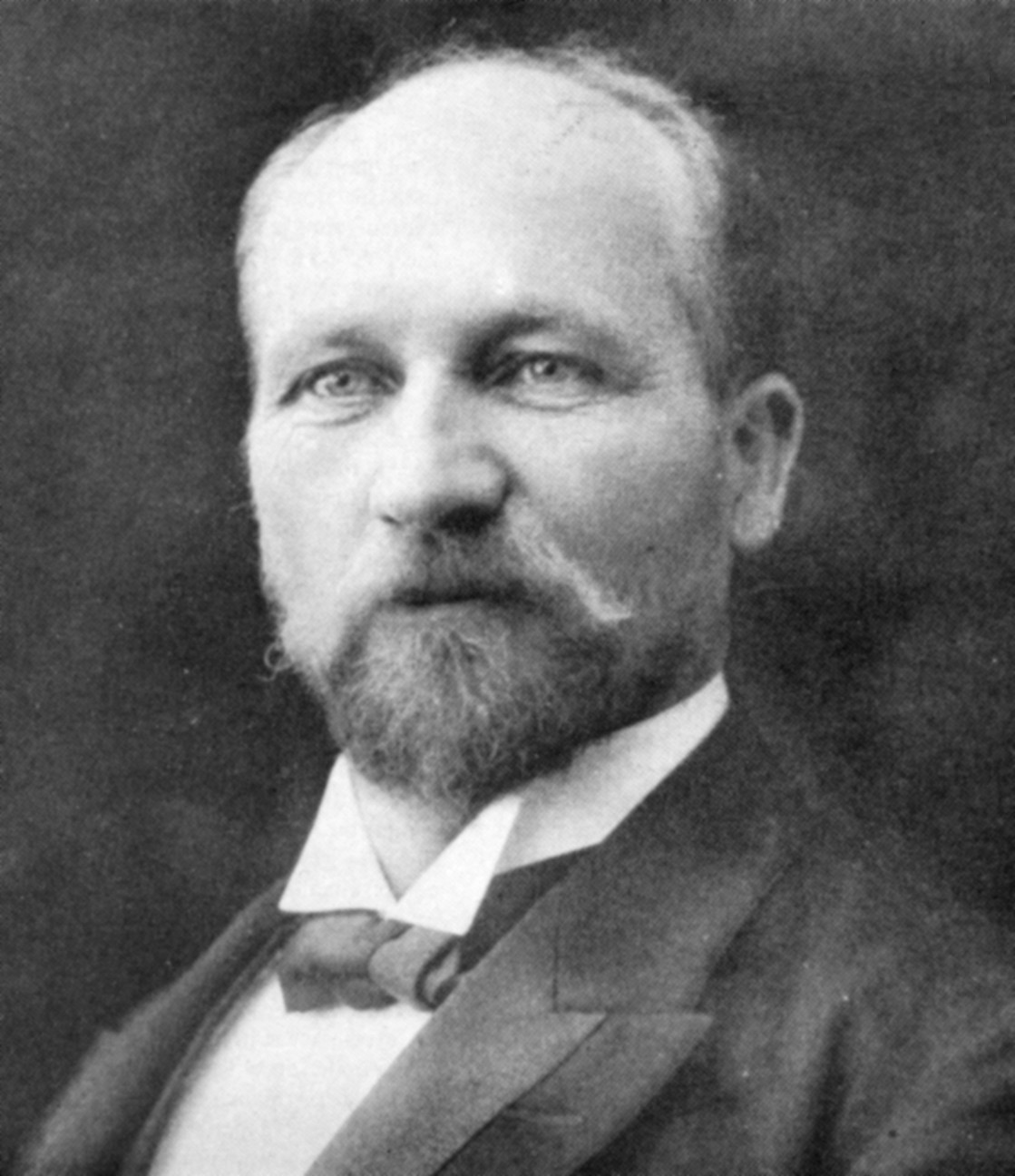
Carl Anton Larsen, fundador de la CAP.

El lugar fue visitado por los cazadores de focas ingleses y estadounidenses en los siglos XVIII y XIX. Cuando la Expedición Antártica Sueca (1901-1904) dirigida por Otto Nordenskjöld pasó por allí encontraron calderos de los siglos XVIII y XIX usados por los foqueros españoles e hispanoamericanos del virreinato del Río de la Plata para fundir la grasa de los cetáceos, pinnípedos y pingüinos.
El Antarctic, donde se transportaba la expedición sueca, fue aplastado por los hielos y Larsen, su tripulación, Otto Nordenskjöld y el resto de expedicionarios fueron rescatados por la corbeta argentina ARA Uruguay y trasladados a Buenos Aires. Allí, Larsen inició una campaña publicitaria para crear una compañía de pesca con el fin de comercializar los subproductos y derivados de las ballenas, la que se constituyó con un capital de 200.000 pesos fuertes de capitales argentinos y tres embarcaciones, registradas como «mercantiles nacionales» con la matrícula del Puerto de Buenos Aires. Entre los inversores estaban Ernesto Tornquist —banquero—, Pedro Christophersen —cónsul noruego en Argentina— y un estadounidense.

### Compañía Argentina de Pesca
La primera ocupación e instalación definitiva en la isla San Pedro y sus adyacentes, no se realizó hasta el 16 de noviembre de 1904, cuando la Compañía Argentina de Pesca S.A. (CAP) se instaló permanentemente en Grytviken al amparo de leyes argentinas y bajo su bandera, arribando a esa isla deshabitada con dos veleros (Louise y Rolf) y un ballenero a vapor (Fortuna) provenientes de Buenos Aires y matriculados en dicho puerto; a los que posteriormente se agregarían una veintena de barcos pertenecientes a esa corriente pobladora argentina Se sostiene que por estas razones, en especial por el hecho que en Grytviken ondeaba la bandera argentina y las leyes usadas eran desde 1904 las de ese país, que el lugar ya era de soberanía argentina.
Carl Anton Larsen, noruego nacionalizado británico y director de la Compañía Argentina de Pesca, organizó la construcción de Puerto Grytviken; un trabajo notable hecho por 60 noruegos, originarios de Vestfold, que comenzó con su llegada el 16 de noviembre hasta la finalización de las obras de la fábrica de aceite de ballena, que comenzó su producción el 22 de diciembre de 1904. Tiempo después llegaron a la isla argentinos e inmigrantes suecos. La construcción de la factoría también tuvo un mayoritario empleo de material y equipamiento noruego. De hecho su primer buque ballenero, el Fortuna, fue construido en Sandefjord, en Vestfold. Las primeras edificaciones y viviendas eran casas desmontables de madera también construidas en Noruega.
Larsen encontró en el viaje del Antartic que Grytviken era un lugar «ideal», ya que estaban todas las cualidades necesarias para una operación ballenera: una gran abundancia de ballenas en sus cercanías, un puerto seguro, un sitio justo sobre el nivel del mar apropiado para construcciones terrestres, y una abundante provision de agua dulce.
La estación tuvo un éxito fenomenal, capturando 195 ballenas solo en la primera temporada. La primera partida de aceite con destino a Buenos Aires partió el 18 de febrero de 1905. Los balleneros usaban todas las partes de los animales: con la grasa y las vísceras se extrajo el aceite, y los huesos y la carne fueron convertidos en fertilizantes y forraje. Los elefantes marinos también fueron cazados por su grasa. Los productos mencionados anteriormente, y que llegaban a Buenos Aires, eran considerados por la Aduana Argentina como «producto nacional».

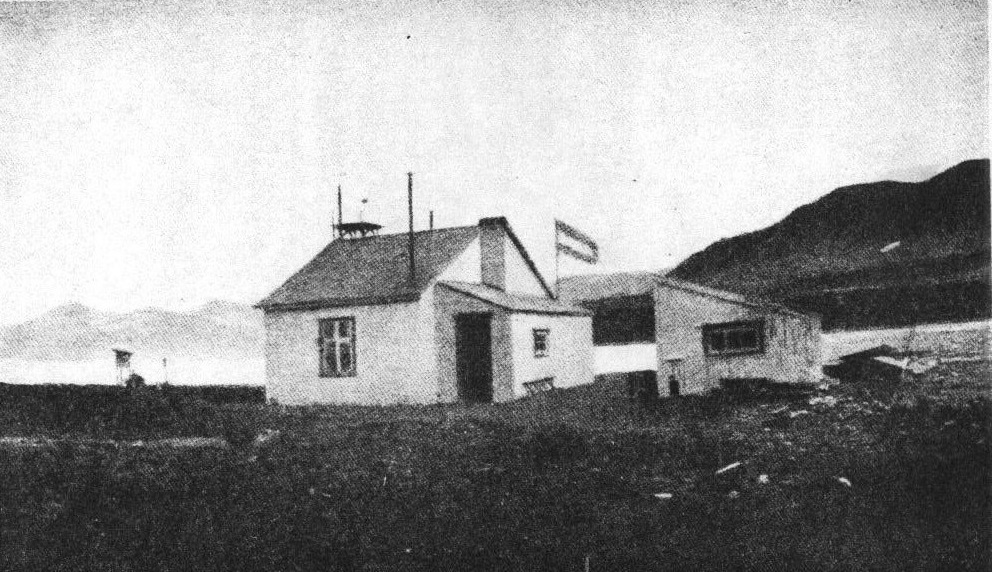
Estación meteorológica argentina, Grytviken, 1923. Fuente: Archivo General de la Nación.

El 1 de enero de 1905 comenzó a funcionar en Grytviken el Observatorio Meteorológico y Magnético Argentino de Grytviken (dependiente del Ministerio de Agricultura de la Nación), luciendo el escudo nacional de chapa y disponiendo de un mástil donde se izaba la bandera argentina, con lo que se constituyó en la primera dependencia oficial de la República Argentina en la isla San Pedro. Esta estación meteorológica funcionó ininterrumpidamente hasta el 1 de enero de 1950, día en que los británicos desalojaron por la fuerza a los civiles argentinos y llevaron el instrumental a Uruguay.
Al mando del teniente de navío Alfredo P. Lamas, el buque transporte argentino ARA Guardia Nacional llegó a Grytviken el 1 de febrero de 1905, descargando pertrechos y mil toneladas de carbón durante dos semanas, prestando apoyo a la construcción de la factoría y zarpando de regreso el 30 de junio, luego de realizar diversas tareas en las islas, como levantar la carta náutica de la bahía Cumberland, junto con la nave Fortuna. Durante la comisión falleció en servicio el marinero de segunda Farragut, primer fallecido en el territorio antártico argentino. El Comandante Lamas describió a Grytviken como «abrigado a todos los vientos y con buen tenedero».
Al momento de construirse la estación meteorológica y por la actividad de los buques argentinos, el Foreign and Commonwealth Office del gobierno británico, que reclamaba la isla, realizó un informe señalando el izado la bandera británica como símbolo de soberanía y la propuesta de concederle a los argentinos un contrato de arrendamiento que les permitiría permanecer en los territorios bajo ciertas condiciones.
Para ello, la Compañía Argentina de Pesca (CAP) solicitó un permiso para mantener un lugar de almacenaje de carbón a la legación británica en Buenos Aires; lo que fue realizado por el presidente de la compañía Pedro Christophersen y el capitán Guillermo Núñez, un consejero técnico y accionista de la compañía, quien fue también director de armamentos de la Armada Argentina. El permiso fue concedido por el gobernador británico de las islas Malvinas y Dependencias el 1 de enero de 1906 y subsecuentemente renovado luego. El 8 de marzo de 1906 la CAP firmó con el gobernador británico de Malvinas, Sir William Lamond Allardyce —homenajeado luego en la toponimia inglesa de la cordillera de San Telmo—, un contrato de arrendamiento, producto de la presión ejercida por el Reino Unido sobre la compañía. Por ese contrato obtuvo 500 acres de tierra por una pequeña renta anual de 250 libras esterlinas por 21 años, comenzando desde el 1 de enero de 1906. En 1909 obtuvo un arrendamiento adicional de tierras, desde entonces la compañía utilizó licencias de caza británicas. Dicho contrato incluía la obligación de dar un parte anual y de entregar una copia de todas las observaciones meteorológicas de la estación argentina.
En 1908 los británicos enviaron un magistrado a Grytviken para prestar servicios administrativos, y establecieron una oficina postal, un centro administrativo y un puesto de policía en King Edward Point (Punta Coronel Zelaya), precisamente a 250 metros del observatorio argentino y a menos de un kilómetro de la factoría. El nombre en inglés había sido elegido en 1906 en honor del rey Eduardo VII del Reino Unido. Por un tiempo ambas banderas convivieron sobre las islas. Para ese mismo año, ya había tres factorías terrestres y una flotante; posteriormente había una argentina, dos o tres noruegas, una sudafricana y una o dos inglesas (dependiendo de las épocas), oscilando en un total de cinco a siete hasta 1930. Hacía ese año unas 95.000 ballenas fueron cazadas.
Durante los años de la CAP, buques de dicha empresa y de la Armada Argentina abastecieron a Grytviken de carbón y alimentos, provenientes de Buenos Aires, realizaron los relevos de dotación de la Base Orcadas, en las islas Orcadas del Sur, y se llevaron el petróleo y los productos hechos en la factoría. Dichos buques de la CAP tenían pintada la bandera argentina en sus chimeneas. Los restos de ellas, que se encuentran en Grytviken, aún continúan con esos colores y hasta han aparecido en las estampillas creadas por James Peck. Aunque, algunos de ellos fueron pintados por los británicos. La Corbeta ARA Uruguay visitó la estación en varias ocasiones hasta 1919 y personal de Prefectura Naval Argentina también viajó hacia Grytviken en buques de la CAP.
La historia de los buques de la CAP, también se relaciona con la historia del Club Atlético Boca Juniors de Buenos Aires. Juan Rafael Brichetto, presidente del club hacia 1910, propuso adoptar los colores de la bandera del primer buque al que él le diera paso en el Riachuelo al día siguiente; Brichetto era operador de uno de los puentes del puerto. El barco resultó ser sueco y fue así que el club adoptó los colores azul y amarillo ("azul y oro") de la bandera sueca. Los buques suecos eran los contratados para la CAP, que desplegaban doble estandarte argentino-sueco al ingresar a Puerto Madero.

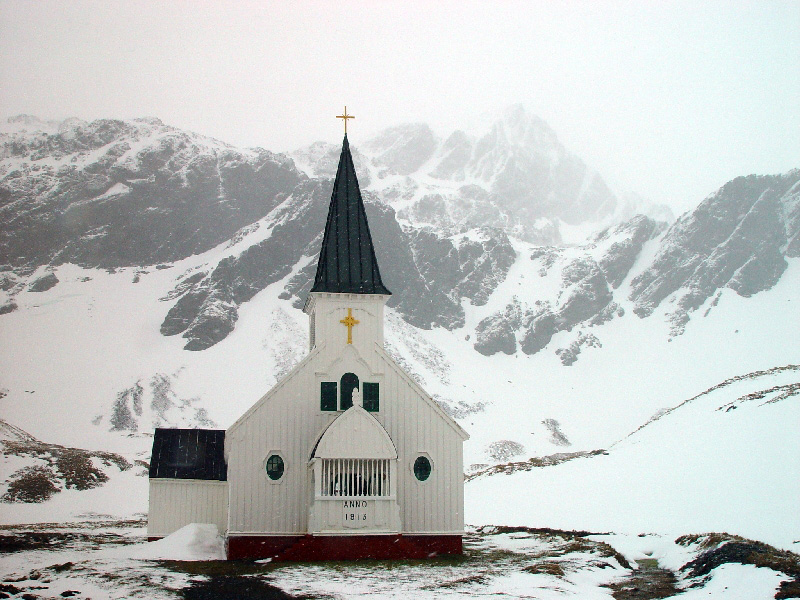
Iglesia luterana noruega en Grytviken (construida en 1913).

La elevada rentabilidad de la industria del aceite de ballena, permitía pagar excelentes salarios a los trabajadores argentinos y nórdicos (noruegos y suecos), que en el remoto Grytviken tenían los mejores adelantos. De hecho, la CAP generó tantas ganancias cotizando en las bolsas mundiales, que Larsen se trasladó a Londres en 1910 para evitar sabotajes financieros. Ese año, le solicitó la nacionalidad británica al magistrado de King Edward Point, abandonando la noruega. En 1912 varó en Grytviken el mayor cetáceo jamás capturado. Se trató de una ballena azul de 33,58 metros de longitud.
Entre 1912 y 1913 se construyó la iglesia luterana. El edificio fue prefabricado en Noruega y erigido por un grupo de balleneros. Fue consagrada el día de Navidad de 1913. Entre 1913 y 1914, la iglesia fue liderada por Kristen Loken, nacido en 1885 en Lillehammer, Noruega. Fue designado pastor de Georgia del Sur y arribó a Grytviken en 1912 como responsable de supervisar la construcción de la iglesia. Residió en la isla hasta 1931 y fue su único pastor permanente. Según su testimonio, la religión no era una prioridad para los trabajadores de la estación ballenera. Hacia 1923, la CAP construyó un embalse y una pequeña central hidroeléctrica para abastecer de energía y agua a Grytviken.
Solveig Gunbjörg Jacobsen, nacida el 8 de octubre de 1913 en Grytviken, fue la primera persona nacida al sur de la convergencia antártica. Su padre, Fridthjof Jacobsen (1874-1953) se asentó en Georgia del Sur desde 1904 para convertirse en asistente de administración, y entre 1914 y 1921 fue administrador de la estación ballenera de Grytviken. Jacobsen y su esposa Klara Olette Jacobsen tuvieron a dos de sus hijos en la isla. El nacimiento fue registrado por el residente isleño James Wilson, oficial judicial británico de Georgia del Sur. Aase Jacobsen, la segunda hija de la familia, nació el 31 de julio de 1918.
Entre 1925 y 1931 se estableció el laboratorio marino Discovery House en Punta Coronel Zelaya como parte de Discovery Investigations. Los científicos vivían y trabajaban en el edificio, desplazándose cerca hasta Grytviken para trabajar en las ballenas traídas por los buques balleneros.
Hacia 1930 se construyó el cine de la estación, el Grytvikens Kino. Actualmente quedan los cimientos de él, ya que la estructura se derrumbó por el paso de los años. El museo conserva el cartel y el proyector.

### Vías férreas de Grytviken

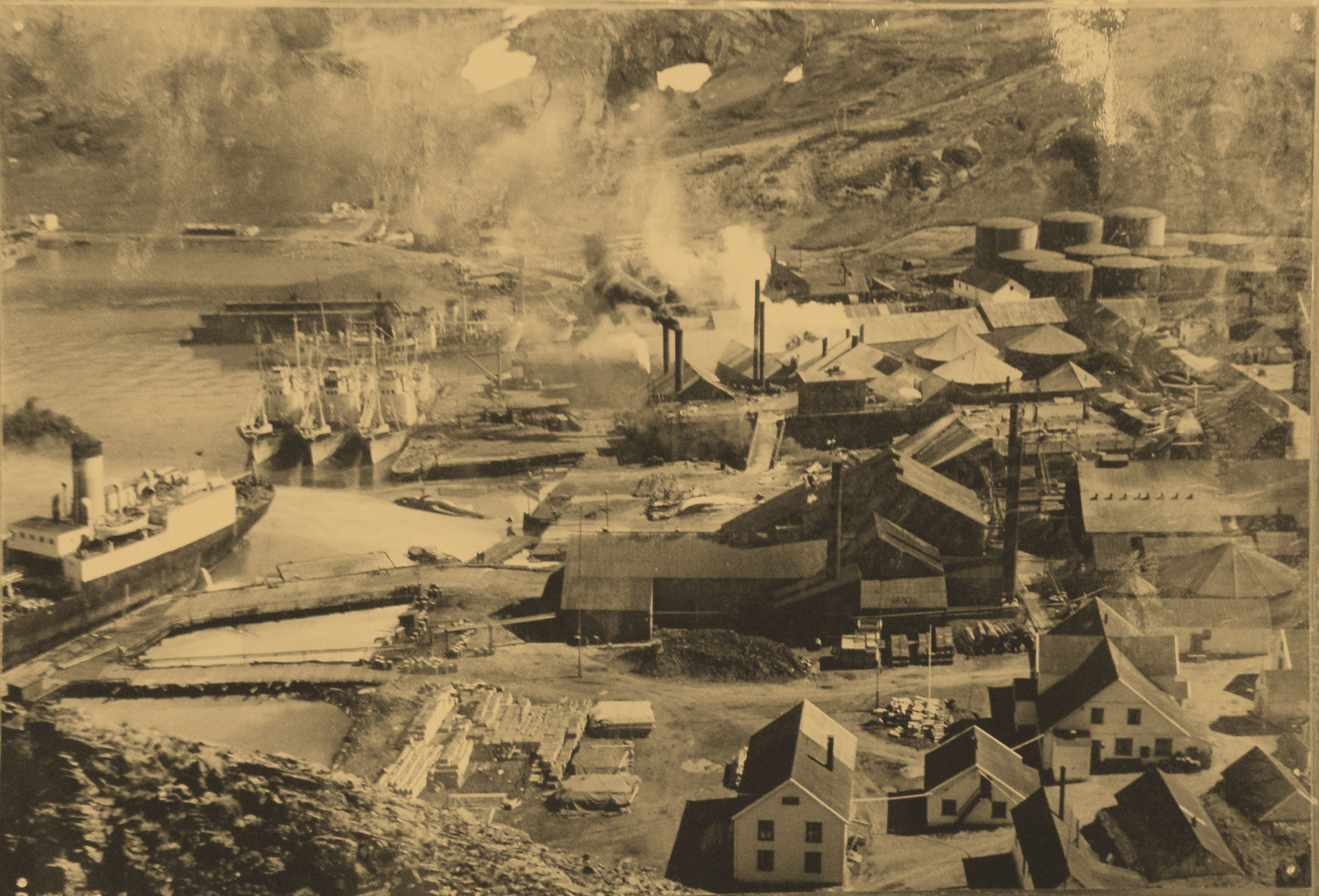
Grytviken en plena actividad.

En Grytviken, y en el resto de las estaciones balleneras de la isla San Pedro, operaron pequeños ramales ferroviarios durante su funcionamiento. Las vías de trocha angosta en Grytviken aparecieron hacia 1912 por parte de la Compañía Argentina de Pesca.
Estas pequeñas vías férreas servían fundamentalmente para trasportar cargas. Había vías Decauville para las maniobras y los movimientos de suministros, como arpones y carbón, con los vagones de acero empujados a mano o por guinche. También se trasladaban los residuos sólidos de las calderas de carne y huesos en carros sobre las vías, siendo tirados a mano o usando un guinche. Dicho material era enviado al galpón de la factoría para guano.
En 1928, se hizo más alto el muro del dique del lago Gaviota, aumentando la capacidad del embalse. Para el traslado de los materiales, se construyó una vía de trocha angosta desde la playa, sobre la nieve, teniendo pocos cientos de metros de recorrido. También se hicieron remodelaciones y las construcciones de viaductos de madera o de acero. Además, fue utilizado para llevar el ataúd de Ernest Shackleton al cementerio.
Las vías dejaron de operar entre las décadas de 1940 y 1950.

### Grytviken y Shackleton

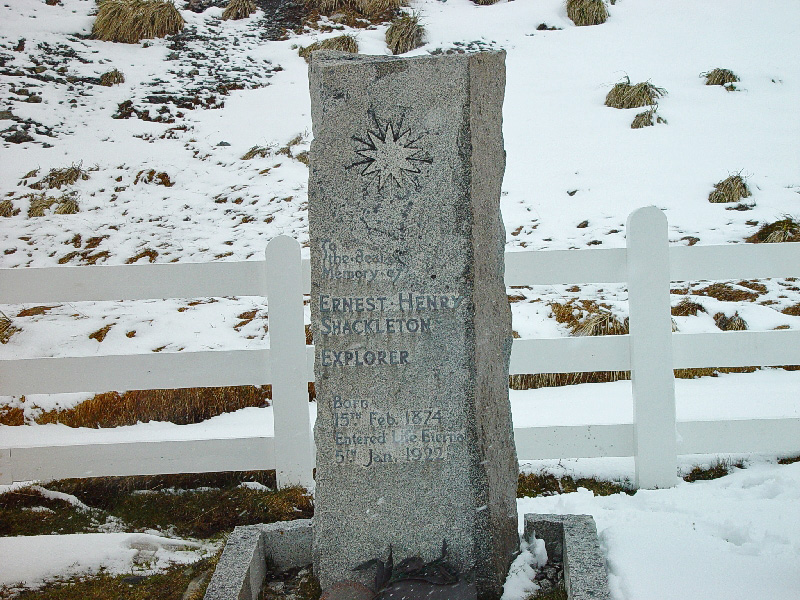
Tumba de Shackleton en Grytviken.

Grytviken está estrechamente relacionada con el explorador anglo-irlandés Ernest Shackleton. La expedición más famosa de Shackleton partió de Londres el 1 de agosto de 1914, haciendo escala, entre otras paradas, en Grytviken, para llegar al Mar de Weddell el 10 de enero de 1915, donde su barco, el Endurance, quedó atrapado por hielo. El buque se quebró por la presión del hielo el 27 de octubre de 1915, para finalmente hundirse el 21 de noviembre del mismo año. Los 28 miembros de la tripulación lograron escapar de la banquisa tras un agónico viaje hasta la isla Elefante, en la Antártida, con tres pequeños botes salvavidas que lograron rescatar antes de que el Endurance se fuera a pique. Todos ellos sobrevivieron después de que Shackleton y otros cinco hombres lograran llegar a la costa sur de Georgia del Sur en una épica travesía de 1300 kilómetros en un bote abierto. Llegaron a la bahía Rey Haakon desde donde cruzaron la isla por montañas y glaciares hasta la estación ballenera de Stromness, en la costa noreste. Ya desde Grytviken, Shackleton organizó una operación de rescate para socorrer a los hombres restantes.
En 1921 Shackleton zarpó en la que sería su última expedición a la Antártida. Atracaron en el puerto de Grytviken durante un mes a las espera de que las condiciones meteorológicas fuesen favorables para partir. La noche del 5 de enero de 1922 Shackleton sufrió un ataque cardíaco y falleció. Leonard Hussey, veterano de la Expedición Transantárica, se ofreció para acompañar el cuerpo de vuelta al Reino Unido, pero mientras estaba en Montevideo recibió un telegrama de Emily Shackleton en que esta pedía que su marido fuera enterrado en Georgia del Sur. Hussey regresó a la isla con el cuerpo del explorador a bordo del vapor Woodville y el 5 de marzo de 1922 sir Ernest Shackleton fue inhumado en el cementerio de Grytviken, tras un breve funeral en la Iglesia luterana noruega local. Actualmente descansa junto a otros balleneros que murieron en la isla. La lápida de granito fue erigida en 1928.

### Cierre de la estación
En 1960 la Compañía Argentina de Pesca cesó sus operaciones en las islas Georgias del Sur, vendiendo Grytviken a Albion Star (South Georgia) Ltd. con sede en las islas Malvinas, que la operó hasta 1962 y luego la arrendó a una compañía japonesa hasta cerrar definitivamente el 4 de diciembre de 1964. Tras esto, las instalaciones entraron en graves condiciones de deterioro. El único sitio de la estación y sus alrededores que permaneció habitado fue Punta Coronel Zelaya.
La población de ballenas en los mares alrededor de la isla se redujo sustancialmente durante los sesenta años que funcionó la estación. Hacia 1965, las poblaciones de ballenas eran tan bajas que su explotación continua era inviable.

### Guerra de las Malvinas

#### Antecedentes

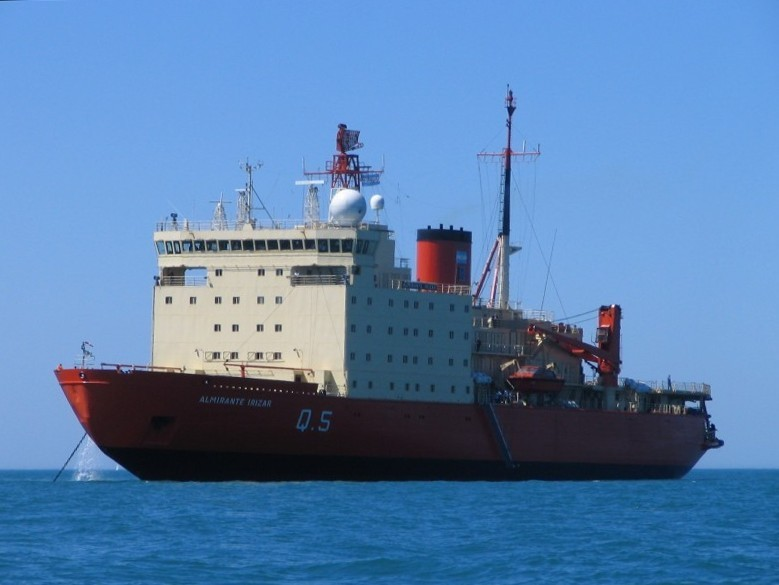
ARA Almirante Irízar, buque de la Armada Argentina que arribó a Grytviken en diciembre de 1981.

Grytviken fue el lugar donde ocurrió el hecho desencadenante que inició la guerra de las Malvinas. En 1978 en Argentina se realizó un contrato para el desguace de las fábricas balleneras e las instalaciones abandonadas de la isla. Consciente de la contrato, la Armada Argentina concibió un plan para secuestrar dichos negocios en Georgia del Sur, con el fin de establecer una base secreta en el territorio en disputa. La acción se denominó con el código «Operación Alfa».
En diciembre de 1981, a bordo del rompehielos argentino ARA Almirante Irízar, el empresario argentino Constantino Davidoff, especializado en negocios con chatarra, hizo un inventario de las instalaciones. En febrero de 1982, un supuesto rival comercial de Davidoff, Adrián Marchessi, realizó una visita no anunciada a Puerto Leith. Marchessi evaluó las instalaciones a bordo de un yate panameño, que había zarpado de Mar del Plata. Más tarde se dirigió a Grytviken, alegando que era parte del plan de Davidoff y dando a las autoridades británicas los detalles de la inspección de diciembre e incluso de los viajes de argentinos a la isla durante la década de 1970.
El 19 de marzo de 1982 Davidoff llegó al lugar en el buque argentino ARA Bahía Buen Suceso (B-6) para desmantelar instalaciones balleneras abandonadas, debido a que tenía un contrato con la empresa Christian Salvensen de Edimburgo, que operó en Puerto Leith. Los trabajadores argentinos izaron la bandera de su país en las islas, por lo que el Foreign Office ordenó el envío del HMS Endurance con el objetivo de obligar a los operarios a arriar la bandera y evitar el desembarco del personal. El 26 de marzo el gobierno argentino decidió apoyar a los trabajadores y envió varias unidades de la flota de guerra hacia las islas; entre ellas el ARA Bahía Paraíso con 200 infantes de Marina a bordo.

#### Batalla de Grytviken

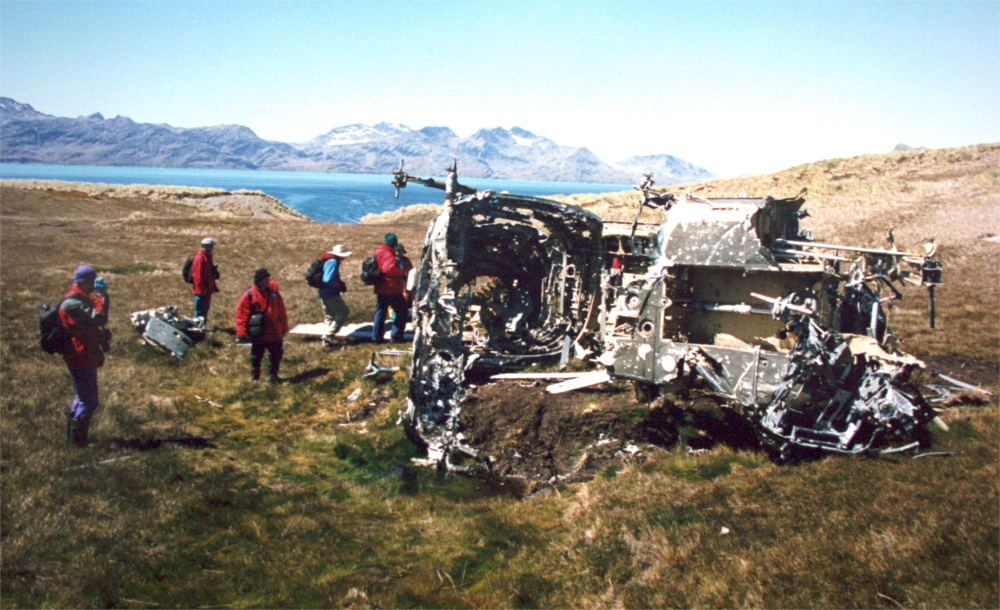
Restos del helicóptero Puma argentino.

La Operación Georgias tuvo como objetivo recupear la soberanía argentina en el archipiélago de las islas Georgias del Sur. El único combate que se libró durante esta operación fue bautizado posteriormente como "Batalla o Combate de Grytviken" y tuvo lugar el 3 de abril de 1982, entre Grytviken y la Punta Coronel Zelaya dentro de la caleta Capitán Vago y duró menos de dos horas, finalizando con el triunfo argentino tras rendirse los 22 infantes de marina británicos apostados allí.
El 1 de abril de 1982, el ARA Guerrico (P-32) juntamente con el transporte polar ARA Bahía Paraíso (B-1) conformaron el Grupo de Tareas 60.1 cuya misión era tomar Grytviken y controlar la población civil. El 2 de abril se abatió sobre la zona un fuerte temporal, lo que demoró el arribo de la unidad. Mientras tanto el ARA Bahía Paraíso inició el reconocimiento en la bahía Cumberland. La unidad arribó a la zona exterior de dicha bahía por la noche.
El día 3, en la mañana se iniciaron las maniobras de combustible, traspaso de personal y de carga entre el ARA Guerrico y el ARA Bahía Paraíso. Finalizado el alistamiento el ARA Bahía Paraíso precedió a la ARA Guerrico en su entrada a bahía Cumberland y Guardia Nacional, a fin de determinar la existencia de emisiones electromagnéticas que indicasen la presencia del HMS Endurance u otra unidad inglesa, con resultado negativo.
La unidad ingresó a la Caleta Capitán Vago, donde se observó el desplazamiento de personal británico en tierra que se ocultaba e intentaba tomar posiciones. Minutos después se inició el despliegue con un helicóptero Puma del Comando de Aviación del Ejército Argentino, que comenzó a ser abatido por fuego británico, que emplearon un lanzacohetes Carl Gustav. Evaluándose la conveniencia de centrar la atención sobre el buque para proteger a las fuerzas propias en tierra, se decidió continuar con la penetración en la caleta y batir con las armas el lugar probable donde se encontraban los británicos. Se inició fuego con el montaje de 20 mm de estribor sobre las proximidades del hospital del asentamiento de Punta Coronel Zelaya, luego de hacer fuego la ametralladora quedó trabada; por lo que se ordena hacer fuego con el cañón de 40 mm, luego de algunos disparos sobre la probable zona británica el montaje quedó momentáneamente inoperante. Con estos inconvenientes y bajo el fuego enemigo de armas automáticas y morteros, se ordena abrir fuego con cañón de 100 mm, pero este queda fuera de servicio.
Ante la imposibilidad de autodefensa y previendo un ataque de mayor gravedad, se ordenó todo timón a babor, máxima velocidad y tomar la salida de la Caleta, recibiendo fuego por la otra banda. Durante este tiempo el personal del montaje de 40 mm logró ponerlo en servicio y abrió fuego sobre las tropas británicas, las que inmediatamente realizaron señales de rendición. Con el buque fuera del alcance de las armas de las fuerzas británicas se procedió a reparar el cañón de 100 mm y se efectuó un disparo de prueba hacia el mar. Tres militares argentinos fallecieron y nueve resultaron heridos.

#### Operación Paraquat

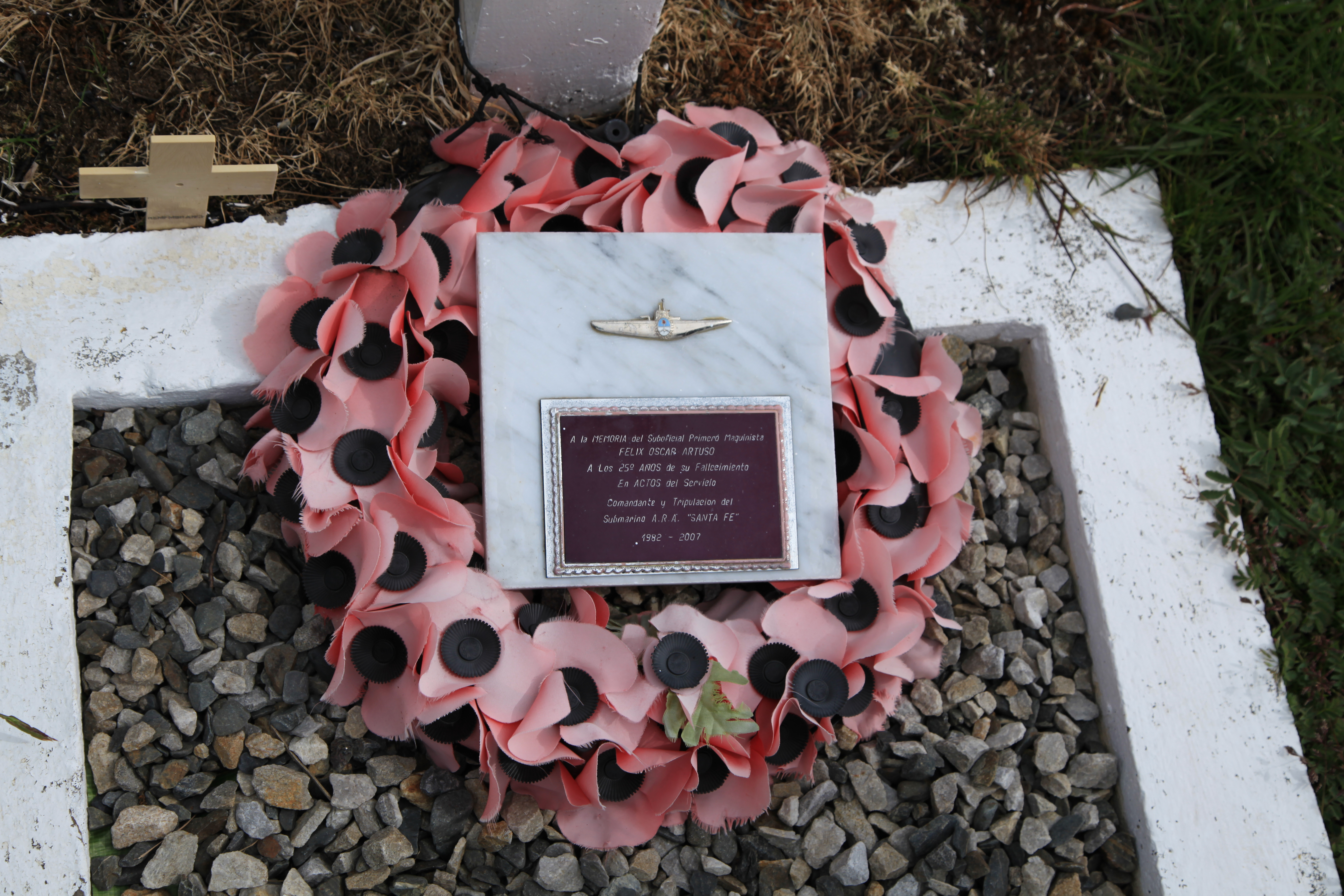
Tumba de Félix Artuso.

El 25 de abril helicópteros del HMS Antrim detectaron y atacaron al submarino argentino ARA Santa Fe (S-21) que llevaba a bordo refuerzos para la dotación. Se produjo un intenso intercambio de disparos entre helicópteros británicos y la tripulación argentina apostada en la vela del subergible que finalizó cuando éste atracó en Punta Coronel Zelaya (King Edward Point).
Las tropas de infantería de marina que viajaban a bordo pudieron desembarcar seguidas por varios tripulantes y sumarse a la dotación del capitán de corbeta Luis Lagos, que combatía desde tierra. Al cabo de nueve horas, cuando los relojes daban las 16.15, el destructor HMS "Antrim" abrió fuego con sus piezas de artillería, apoyado por el HMS "Plymouth" y el HMS "Brillant", además de un buque logístico. A las 17.15, al cabo de diez horas de lucha, la guarnición argentina, superada ampliamente en número y armamento, depuso las armas.
El "Santa Fe" logró llegar trabajosamente a Grytviken y ser evacuado, quedó varado allí. El 26 de abril el control británico sobre el asentamiento fue restablecido y los comandos argentinos hechos prisioneros.
El suboficial Félix Artuso, tripulante del submarino, falleció ese mismo día asesinado por error por un soldado británico, cuando se encontraba como prisionero de guerra. Actualmente, está enterrado en el cementerio de Grytviken, siendo el único combatiente argentino de la guerra enterrado en las Georgias del Sur.
En medio de la confusión que siguió al incidente, un grupo de militares argentinos dejó un número de válvulas y escotillas del submarino abiertas, provocando que este se inunde y se hunda junto con el muelle, dejando solo a la torre de mando dañada por encima de la superficie de la caleta. Tras la guerra, a principios de 1985, el ARA Santa Fe (S-21) fue remolcado hacia el Reino Unido como trofeo de guerra, pero nunca llegó a destino, pues se hundió en medio de un violento temporal.

## Situación actual

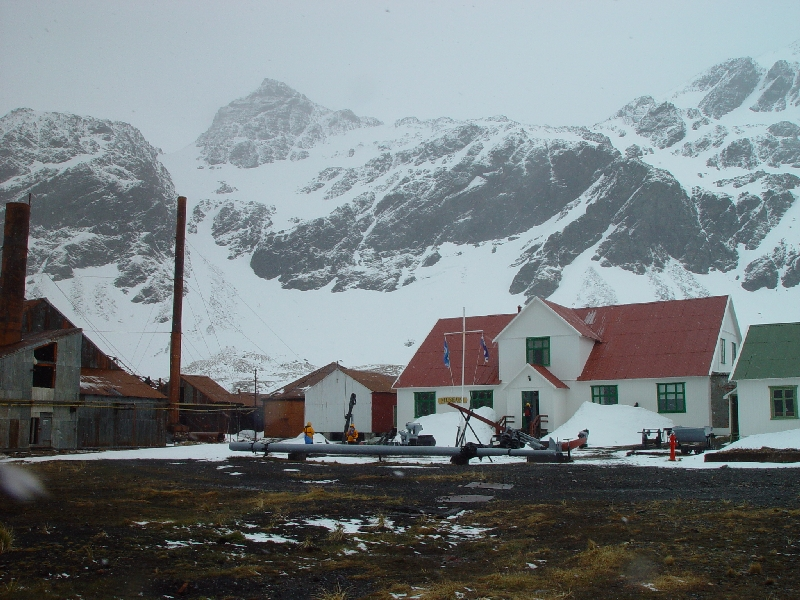
South Georgia Museum de Grytviken.

Tras la guerra, el Reino Unido mantuvo una pequeña guarnición de ingenieros militares en Grytviken y Punta Coronel Zelaya hasta 2001, cuando el British Antarctic Survey reabrió la estación a cargo del Gobierno de las Islas Georgias del Sur y Sandwich del Sur.
En los últimos años la estación ballenera abandonada, después de décadas de deterioro —empeorado por el clima de la isla—, ha sido limpiada de basura y residuos (petróleo, asbesto y otras sustancias químicas). Una serie de edificios han sido restaurados por el gobierno británico de las Georgia del Sur para fines turísticos, entre otros. Hay un proyecto destinado a poner de nuevo en marcha la producción de energía hidráulica en un lago cercano.
El Museo de Georgia del Sur, que ocupa la antigua casa del administrador de la estación ballenera, fue establecido en 1991, ocupándose su personal también de conservar la iglesia luterana noruega y el cementerio. En el museo funciona una oficina de correos y una tienda de recuerdos.
La iglesia de la estación es el único edificio que conserva su propósito original, y todavía realiza varios servicios a los turistas, tras su restauración por los responsables del museo con la ayuda de voluntarios, entre 1996 y 1998. Varios casamientos se han celebrado en Grytviken. El primero fue registrado el 24 de febrero de 1932 y el más reciente el 19 de febrero de 2006. El 28 de enero de 2007, se llevó a cabo un servicio en memoria de Anders Hansen (un ballenero noruego enterrado en Grytviken en 1943). También se suele celebrar la Navidad.
El 27 de noviembre de 2011, las cenizas de Frank Wild, mano derecha de Shackleton y fallecido en 1939, fueron enterradas junto a la tumba de Shackleton en el cementerio de Grytviken. Los familiares de Wild y única nieta de Shackleton, Hon Alexandra Shackleton, asistieron a un servicio realizado por el Reverendo Richard Hines, de las islas Malvinas.
Hacia fines de 2013 y principios de 2014, se comenzó con la reconstrucción de un edificio de tres pisos llamado Nybrakka, que se trataba de un antiguo cuartel ballenero. Parte de la vieja estructura fue reacondicionada y reemplazada y será utilizada en el futuro como refugio de emergencia y para almacenamiento.

## Geografía y clima

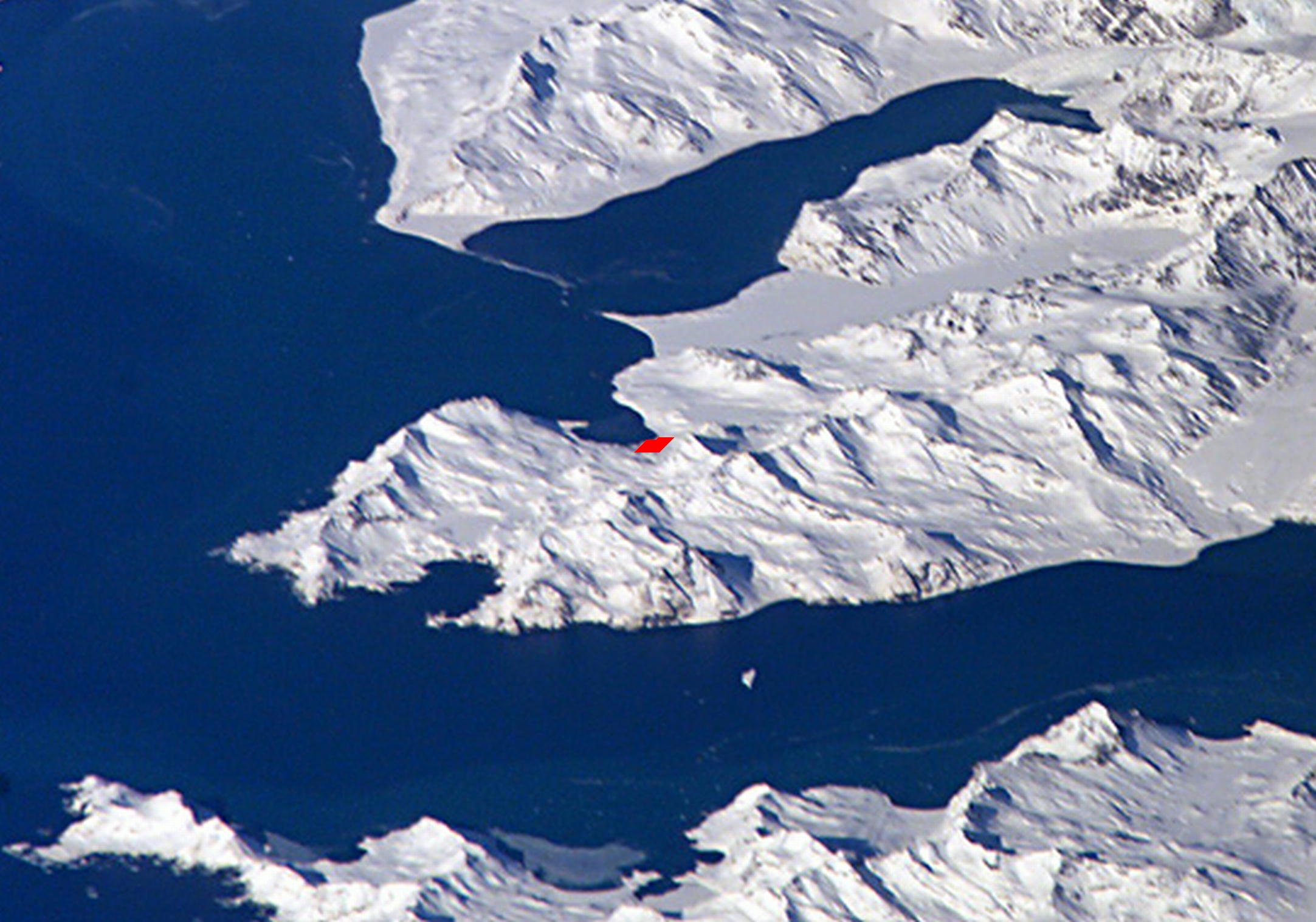
Bahía Cumberland donde está Grytviken, al fondo la cordillera de San Telmo.

Grytviken se encuentra en la costa nordeste de la isla San Pedro (o Georgia del Sur), en el fondo de la caleta Capitán Vago, también denominada bahía de Grytviken o ensenada del Rey Eduardo, en el saco este de la bahía Cumberland Este/Guardia Nacional, rodeada de montañas y glaciares como el monte Hodges y el monte Duse, entre otros. A un poco más de un kilómetro al sur se encuentra el pequeño lago Gaviota, fuente de agua dulce de la antigua estación ballenera. Las autoridades británicas han llamado Thatcher a la península de la isla San Pedro donde se encuentra Grytviken, pero ese topónimo no tiene aceptación internacional.

### Clima
Según la clasificación climática de Köppen, la estación entra en el clima de tundra: es frío y húmedo y con ligeras fluctuaciones en los valores registrados a lo largo del año. La temperatura promedio (en el siglo XX) del mes más frío fue de -2 º C.
Debido a las montañas de los alrededores, Grytviken en general posee un clima más seco y más tranquilo que el de la mayor parte de Georgia del Sur. Las temperaturas varían desde -15 °C a 20 °C y, aunque las temporadas de invierno y verano están bien definidas, la nieve puede caer en cualquier día del año. La isla está normalmente cubierta con nieve de mayo a octubre. El agua en la costa se suele congelar un poco en invierno. En Grytviken también se ha registrado un bajo porcentaje de nieblas.
El Observatorio Meteorológico Argentino de Grytviken se encontraba ubicado en las coordenadas 54°16′47″S 36°30′06″O / -54.27972, -36.50167 y durante su funcionamiento registró los siguientes datos:
| Parámetros climáticos promedio de Grytviken, Georgia del Sur (1905–1950) | Parámetros climáticos promedio de Grytviken, Georgia del Sur (1905–1950) | Parámetros climáticos promedio de Grytviken, Georgia del Sur (1905–1950) | Parámetros climáticos promedio de Grytviken, Georgia del Sur (1905–1950) | Parámetros climáticos promedio de Grytviken, Georgia del Sur (1905–1950) | Parámetros climáticos promedio de Grytviken, Georgia del Sur (1905–1950) | Parámetros climáticos promedio de Grytviken, Georgia del Sur (1905–1950) | Parámetros climáticos promedio de Grytviken, Georgia del Sur (1905–1950) | Parámetros climáticos promedio de Grytviken, Georgia del Sur (1905–1950) | Parámetros climáticos promedio de Grytviken, Georgia del Sur (1905–1950) | Parámetros climáticos promedio de Grytviken, Georgia del Sur (1905–1950) | Parámetros climáticos promedio de Grytviken, Georgia del Sur (1905–1950) | Parámetros climáticos promedio de Grytviken, Georgia del Sur (1905–1950) | Parámetros climáticos promedio de Grytviken, Georgia del Sur (1905–1950) |
| Mes                                                                      | Ene.                                                                     | Feb.                                                                     | Mar.                                                                     | Abr.                                                                     | May.                                                                     | Jun.                                                                     | Jul.                                                                     | Ago.                                                                     | Sep.                                                                     | Oct.                                                                     | Nov.                                                                     | Dic.                                                                     | Anual                                                                    |
| ------------------------------------------------------------------------ | ------------------------------------------------------------------------ | ------------------------------------------------------------------------ | ------------------------------------------------------------------------ | ------------------------------------------------------------------------ | ------------------------------------------------------------------------ | ------------------------------------------------------------------------ | ------------------------------------------------------------------------ | ------------------------------------------------------------------------ | ------------------------------------------------------------------------ | ------------------------------------------------------------------------ | ------------------------------------------------------------------------ | ------------------------------------------------------------------------ | ------------------------------------------------------------------------ |
| Temp. máx. abs. (°C)                                                     | 24.5                                                                     | 26.5                                                                     | 28.8                                                                     | 19.1                                                                     | 17.5                                                                     | 14.0                                                                     | 13.6                                                                     | 13.2                                                                     | 17.0                                                                     | 20.0                                                                     | 22.5                                                                     | 21.5                                                                     | 28.8                                                                     |
| Temp. máx. media (°C)                                                    | 8.5                                                                      | 9.2                                                                      | 8.4                                                                      | 5.7                                                                      | 2.9                                                                      | 0.9                                                                      | 1.3                                                                      | 1.5                                                                      | 3.6                                                                      | 5.4                                                                      | 6.6                                                                      | 7.7                                                                      | 5.2                                                                      |
| Temp. media (°C)                                                         | 4.5                                                                      | 5.1                                                                      | 4.4                                                                      | 2.6                                                                      | 0.3                                                                      | -1.7                                                                     | -1.5                                                                     | -2.0                                                                     | -0.3                                                                     | 1.4                                                                      | 2.8                                                                      | 3.6                                                                      | 1.6                                                                      |
| Temp. mín. media (°C)                                                    | 1.5                                                                      | 1.7                                                                      | 1.0                                                                      | −0.7                                                                     | −3.1                                                                     | −4.5                                                                     | −4.6                                                                     | −4.9                                                                     | −3.2                                                                     | −1.9                                                                     | −0.4                                                                     | 0.5                                                                      | -1.6                                                                     |
| Temp. mín. abs. (°C)                                                     | −4.1                                                                     | −3.7                                                                     | −6.3                                                                     | −9.8                                                                     | −11.4                                                                    | −14.6                                                                    | −15.2                                                                    | −19.2                                                                    | −18.4                                                                    | −11.0                                                                    | −6.4                                                                     | −5.4                                                                     | −19.2                                                                    |
| Precipitación total (mm)                                                 | 88.8                                                                     | 113.5                                                                    | 129.5                                                                    | 130.6                                                                    | 142.9                                                                    | 124.8                                                                    | 143.7                                                                    | 128.3                                                                    | 94.3                                                                     | 67.9                                                                     | 90.2                                                                     | 86.2                                                                     | 1340.7                                                                   |
| Días de precipitaciones (≥ 1 mm)                                         | 12                                                                       | 13                                                                       | 14                                                                       | 14                                                                       | 12                                                                       | 15                                                                       | 15                                                                       | 14                                                                       | 11                                                                       | 12                                                                       | 11                                                                       | 11                                                                       | 154                                                                      |
| Horas de sol                                                             | 152                                                                      | 160                                                                      | 127                                                                      | 66                                                                       | 34                                                                       | 12                                                                       | 22                                                                       | 74                                                                       | 123                                                                      | 171                                                                      | 174                                                                      | 167                                                                      | 1282                                                                     |
| Humedad relativa (%)                                                     | 76                                                                       | 75                                                                       | 75                                                                       | 76                                                                       | 75                                                                       | 78                                                                       | 76                                                                       | 76                                                                       | 75                                                                       | 73                                                                       | 72                                                                       | 76                                                                       | 75.3                                                                     |
| Fuente n.º 1: Servicio Meteorológico Nacional (Argentina)                |                                                                          |                                                                          |                                                                          |                                                                          |                                                                          |                                                                          |                                                                          |                                                                          |                                                                          |                                                                          |                                                                          |                                                                          |                                                                          |
| Fuente n.º 2: Instituto Meteorológico de Dinamarca (DMI)                 |                                                                          |                                                                          |                                                                          |                                                                          |                                                                          |                                                                          |                                                                          |                                                                          |                                                                          |                                                                          |                                                                          |                                                                          |                                                                          |

## Población

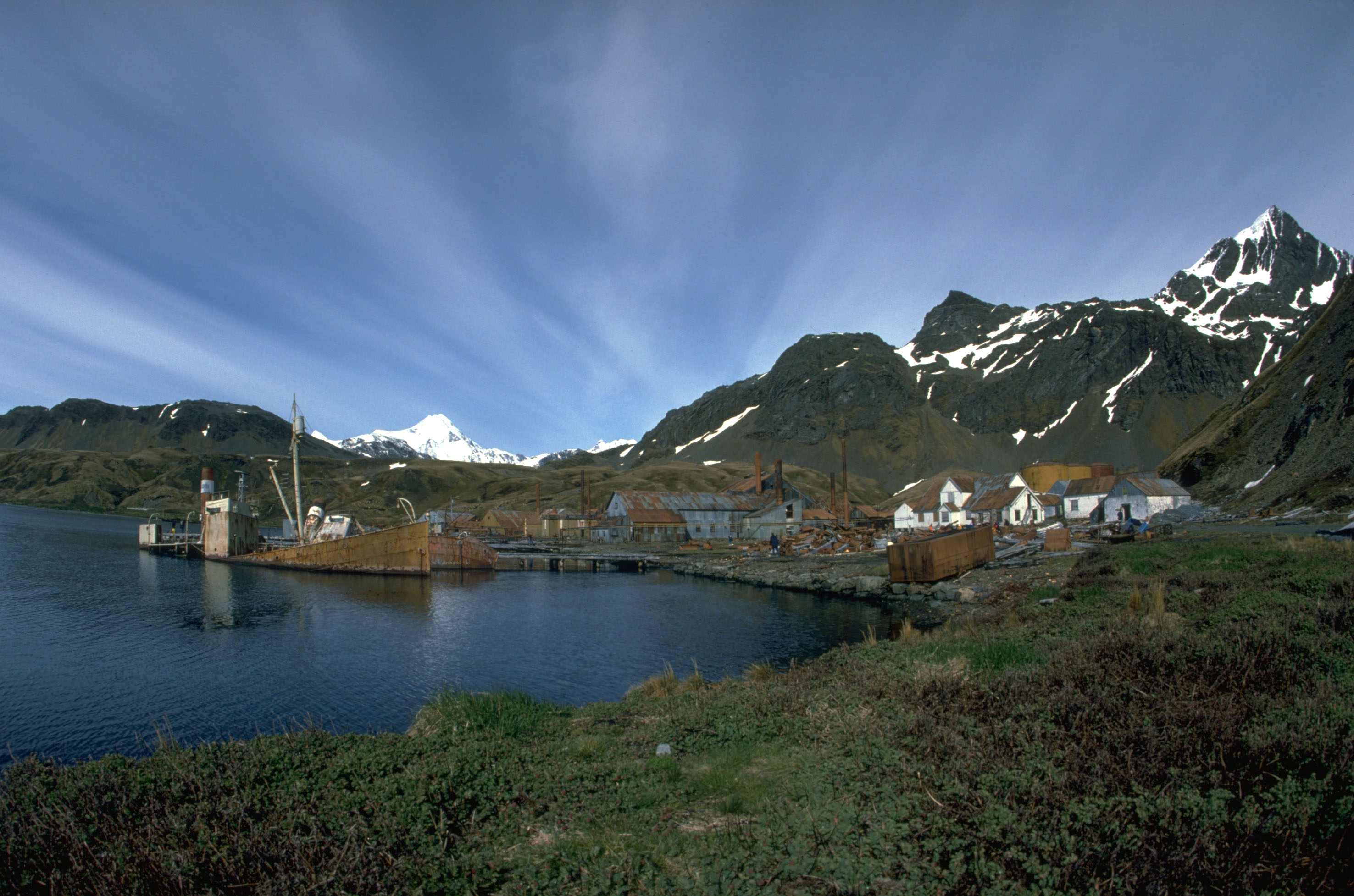
Estación ballenera de Grytviken en 1989.

Muchos balleneros o trabajadores de las factorías vivieron en Grytviken con sus familias, incluyendo niños, hasta llegando a registrarse nacimientos. Alrededor de 300 hombres trabajaron en la estación durante su apogeo, que operaba durante el verano austral, de octubre a marzo. Unos pocos permanecieron durante el invierno para mantener los barcos y la fábrica.
Actualmente no hay población nativa en las islas. Los únicos residentes viven en la cercana Punta Coronel Zelaya, de los cuales la mayoría solo lo habitan en verano. Allí también viven Tim y Pauline Carr, una pareja británica encargada del museo. Estas dos personas son los únicos habitantes permanentes en la isla desde 1992.

## Turismo
Unos 4.000 turistas provenientes de cruceros que viajan a la Antártida, yates privados y buques militares y de investigación visitan cada año la estación ballenera abandonada, recorriendo principalmente la iglesia noruega, el museo (que solo abre durante el verano austral) y la tumba de Ernest Shackleton. En enero se realiza la maratón de Georgia del Sur, que posee un recorrido de 20 kilómetros en Grytviken y sus alrededores, incluyendo el lago Gaviota, Punta Coronel Zelaya y el monte Brown.
Junto a la zona de los alrededores, la antigua estación ballenera ha sido declarada Zona de Interés Turístico Especial por el gobierno británico.

## Cultura popular
La iglesia luterana y la estación ballenera abandonada aparecen en una escena de la película Happy Feet.

## Galería
|                                                                         |
| Vista general de Grytviken Harbour, con la caleta Vago y el cementerio. |

| |
| Antiguos buques balleneros en Grytviken. La chimenea del buque derecho posee los colores de la bandera argentina. |

|        |
| Vista. |

|                            |
| Antiguo cine de Grytviken. |

| |
| Fotografía de Solveig Gunbjörg Jacobsen de pie junto a su perro frente a una ballena en Grytviken. |

|                   |
| Tanque de aceite. |

|                                          |
| La estación ballenera en funcionamiento. |

|                         |
| Antiguas instalaciones. |

|                             |
| Busto de Carl Anton Larsen. |

| |
| El Días y el Albatros semihundidos en el muelle de Gritviken, ambos conservaron la bandera argentina en su chimenea. Uno de los buques fue pintado por los británicos. |